# Geophis juliai
Geophis juliai är en ormart som beskrevs av Pérez-Higareda, Smith och López-Luna 200. Geophis juliai ingår i släktet Geophis och familjen snokar. Inga underarter finns listade i Catalogue of Life.
Arten förekommer i delstaten Veracruz i Mexiko. Den vistas i tropiska regnskogar och den gömmer sig ofta under stenar eller den gräver i lövskiktet. Honor lägger ägg.
Skogarnas omvandling till betesmarker för nötkreatur och till jordbruksmarker hotar beståndet. IUCN kategoriserar arten globalt som sårbar.